# New Sensations
New Sensations är ett musikalbum av Lou Reed som lanserades 1984 på RCA Records. Lou Reed hade tidigare ofta behandlat mörka och svåra ämnen i sina texter, men detta album domineras av mer positiva livsbejakande låtar. Musikaliskt drar skivan åt snabb rockmusik. Albumet släpptes i ett standardkonvolut med låttexterna tryckta på innerfodralet.

## Låtlista
(alla låtar komponerade av Lou Reed)
1. "I Love You, Suzanne" – 3:19
2. "Endlessly Jealous" – 3:57
3. "My Red Joystick" – 3:36
4. "Turn to Me" – 4:22
5. "New Sensations" – 5:42
6. "Doin' the Things that We Want To" – 3:55
7. "What Becomes a Legend Most" – 3:37
8. "Fly Into the Sun" – 3:04
9. "My Friend George" – 3:51
10. "High in the City" – 3:27
11. "Down at the Arcade" – 3:40

## Listplaceringar
- Billboard 200, USA: #56[1]
- UK Albums Chart, Storbritannien: #92[2]
- Nya Zeeland: #25[3]
- Topplistan, Sverige: #30[4]